# Runzeliggeriefter Schleimfuß
Der Runzeliggeriefte Schleimfuß (Cortinarius stillatitius, Syn.: Cortinarius pseudosalor, C. integerrimus) ist ein Blätterpilz aus der Familie der Schleierlingsverwandten (Cortinariaceae). Die mittelgroßen Schleimfüße haben braune, dünnfleischige Hüte, einen teilweise violett gefärbten, glatten Stiel und mild schmeckendes Fleisch. Mikroskopisch zeichnen sie sich durch die großen (>12 µm), meist zitronenförmigen, grobwarzigen Sporen, das Fehlen von Schnallen und die blasenförmigen Cheilozystiden aus. Die Abgrenzung zu nahe verwandten Arten ist nach wie vor umstritten. Die Fruchtkörper des Mykorrhizapilzes erscheinen von August bis Oktober in sauren Nadel- und Laubwäldern, besonders bei Fichten, aber auch bei Birken und Buchen. Der Pilz gilt als ungenießbar. Er wird auch Honig-Schleimfuß, Abtropfender Schleimfuß oder Lilastieliger Schleimfuß genannt.

## Merkmale

### Makroskopische Merkmale
Der Hut ist 4–8 (10) cm breit, jung glockig gewölbt, später flach gewölbt bis ausgebreitet und bisweilen breit gebuckelt. Er ist oliv- bis ocker-, grau- oder dunkelbraun gefärbt und glatt, kahl und zumindest jung stark schleimig oder schmierig. Bei feuchter Witterung kann der leicht bläuliche Schleim, der den Hut bedeckt, herabfließen. Davon leitet sich auch der Volksname Abtropfender Schleimfuß ab. Der Hutrand ist im Alter oft mehr oder weniger radialrunzelig.
Die Lamellen sind ton- bis lehmfarben, später bräunlich bis rostbraun und am Stiel angewachsen oder leicht herablaufend. Die glatten oder fein schartigen Schneiden sind weißlich bewimpert. Die Lamellenflächen können etwas geädert sein, sind an der Basis aber nicht queradrig verbunden. Das Sporenpulver ist erd- bis rostbraun.
Der relativ zylindrische Stiel misst 4–10 × 0,4–1,3 cm und ist zur Basis hin etwas wurzelnd-verjüngt. Am dicksten ist er meist in Höhe des schleimig geglätteten Velums. Jung ist er meistens schleimig und vom Velum ab mehr oder weniger bläulich-violett überzogen. Die Stielspitze oberhalb des Velums ist seidig weißlich. Trockene, ältere Stiele blassen aus und sind dann mehr oder weniger schmutzig weißlich.
Das Fleisch ist schmutzig weiß und riecht – vor allem, wenn man die Stielbasis reibt – leicht honigartig oder nach den Blüten der Mahonie, daher wird er auch Honig-Schleimfuß genannt. Das Fleisch schmeckt mild, bisweilen auch leicht bitterlich.

### Mikroskopische Merkmale
Die leicht mandel- bis zitronenförmigen Sporen messen 13–16 × 7 µm. Auf den Lamellenschneiden findet man blasen- oder ballonförmige bis leicht keulige (15–30 µm breite) Cheilozystiden. Alle Hyphen, auch die des Mycels, sind schnallenlos.

## Artabgrenzung
Der sehr ähnliche Langstielige Schleimfuß (C. elatior) ist meist größer und langstieliger. Sein kegeliger Hut ist dunkelbraun bis violett-braun gefärbt und am Rand stark radialrunzelig gefurcht. Die Lamellen werden bei Reife dunkel-umbrabraun und sind an der Basis stark queradrig verbunden. Der spindelförmige Stiel ist in der unteren Hälfte violett und bricht in Schüppchen auf. Man findet ihn insbesondere im Laubwäldern bei Buchen.
Noch ähnlicher ist der Falsche Langstielige Schleimfuß (C. mucifluoides). Seine Sporen sind etwas kleiner (11–13 µm statt 13–16 µm lang), der Hut ist braun-ocker, oliv-braun bis rötlich-braun. Man findet ihn in Laubwäldern auf nährstoffreicheren Böden. Nicht wenige Mykologen halten ihn für synonym, da es zwischen beiden Arten fließende Übergänge gibt.
Ein weiterer Doppelgänger ist der Blaustiel-Schleimfuß (Cortinarius collinitus), der ausschließlich in sauren Fichtenwäldern, gerne zwischen feuchten Heidelbeerbeständen wächst. Weitere nahe Verwandte sind:  Cortinarius mucosus, der Heide-Schleimfuß. Er hat blassere Hutfarben und einen weißen Stiel ohne jegliche Blau- oder Violetttöne. Der Natternstielige Schleimfuß (C. trivialis). Er besitzt jung blaugraue Lamellen und einen mehr oder weniger wulstig oder grobschuppig genatterten Stiel. Und der Kiefern-Schleimfuß (C. mucifluus). Er zeichnet sich durch seinen rein weißen, wurzelnden Stiel aus und wächst vor allem in Kiefernwäldern.

## Ökologie und Verbreitung

Europäische Länder mit Fundnachweisen des Pilzes.
Legende:
Länder mit Fundmeldungen
Länder ohne Nachweise
keine Daten
außereuropäische Länder

Der Runzeliggeriefte Schleimfuß kommt in Nordamerika (USA), Asien (Japan, Nord- und Südkorea) und Europa vor. In Europa ist der Schleimfuß weit verbreitet, meidet aber die mediterrane und arktische (alpine) Klimazone. In Fennoskandinavien ist er häufig und in den Alpenländern zumindest nicht selten. Aus Belgien und den Niederlanden gibt es keine Nachweise, was daran liegen kann, dass er hier nicht von ähnlichen Arten unterschieden wird.
Der Schleimfuß wächst überwiegend in bodensauren Nadel- oder Birkenwäldern. Besonders häufig ist er mit Fichten vergesellschaftet. In Laubwäldern findet man ihn nur selten. Die Fruchtkörper erscheinen von August bis Oktober.
Der Schleierling kommt in fast allen Höhenstufen (außer der alpinen) vor, der höchstgelegene Fundort in der Schweiz liegt 1930 m hoch.

## Systematik
Der wissenschaftliche Name C. stillatitius Fr wird von einigen Mykologen als problematisch angesehen, da Elias Fries unter diesem Namen eine seltene Art beschrieb. Daher bevorzugen einige Autoren (z. B. Marchand (1983) und Soop (2004)) den unzweifelhaften Namen C. integerrimus. Der Name C. integerrimus wird von den Autoren der Funga Nordica als ungültig (invalid) angesehen, da bei der Artbeschreibung 1959 die erforderliche lateinische Diagnose und eine Typusangabe fehlte. Diese hat der Autor allerdings 1989 nachgereicht, sodass die Art heute als formal korrekt beschrieben gilt. Laut R. Kühner ist C. integerrimus eine reine Nadelwaldart feuchter, alpiner Standorte. Wegen ihrer auffallenden makroskopischen Übereinstimmung mit C. stillatitius Fr. (sensu Ricken) synonymisierte sie der Autor mit der Ricken’schen Interpretation des Taxons. Dieser Meinung schlossen sich auch andere Mykologen an. So ist R. Kärcher der Meinung, dass integerrimus nur eine etwas kräftigere Form von C. stillatitius ist. R. Henry ist sich allerdings sicher, dass integerrimus letztlich nur eine Extremform seiner mucifluoides ist, die sich nur durch den Standort, die größere Schleimigkeit und den glatten Stiel unterscheidet. Nach seinen Beobachtungen kommt mucifluoides auch an feuchten Nadelwaldstellen vor. Dies ist wohl auch der Grund, warum die Autoren der Funga Nordica mucifluoides und  stillatitius für synonym halten.
C. pseudosalor J.E. Lange sensu M. Moser wird ebenfalls mit C. stillatitius synonymisiert. Das von J. E. Lange 1938 beschriebene Taxon lässt sich teils als C. elatior, teils als C. stillatitius interpretieren. Mit Cortinarius salor, den Lange selbst nicht kannte und von dem er nur eine sehr vage Vorstellung hatte, hat das Taxon gar nichts zu tun. Lange vermutete wegen der Sporengröße eine Verwandtschaft zu dieser Art. Er hatte die Schleimfüße in einem Hainbuchen-Eichenwald  gefunden und hatte selbst gewisse Bedenken an der Eigenständigkeit der Art. Lange hielt es für möglich, dass die Art mit C. stillatitius synonym ist. R. Henry hingegen glaubte, dass es ein Synonym seiner C. mucifluoides sei.
Das lateinische Artepitheton leitet sich vom lateinischen Verb stillare (tröpfeln, tröpfeln lassen) ab und lässt sich mit „abtropfender“ übersetzen. Gemeint ist der Hutschleim, der bei feuchter Witterung vom Hut herabtropfen kann.

### Taxonomische Einordnung innerhalb der Gattung
Der Runzeliggeriefte Schleimfuß wird in die Sektion Defibulati (Elatiores) gestellt. Die Vertreter der
Sektion zeichnen sich durch große, grobwarzige, mehr oder weniger zitronen-, selten nur mandelförmige Sporen, Hyphen ohne Schnallen und große blasen- oder keulenförmige Cheilozystiden aus. Der Hut ist konvex, konvex bis breit gebuckelt oder glockig und oft mehr oder weniger runzelig gefurcht. Der Stiel ist meist mehr oder weniger spindelförmig.

## Bedeutung
Der Speisewert des Runzeliggerieften Schleimfußes ist nicht bekannt, er gilt daher als ungenießbar. Nach M. Bon ist der nahe verwandte Langstielige Schleimfuß essbar. Da Pilzsammler beide Arten kaum auseinanderhalten können, dürfte der eine oder andere Runzeliggeriefte Schleimfuß ohne Schaden verspeist worden sein.